# Musée d'Art contemporain de Skopje
Le musée d'Art contemporain de Skopje (en macédonien : Музеј на современа уметност Скопје) est l'un des plus grands musées de Skopje, capitale de la Macédoine du Nord. Cette institution nationale a été fondée grâce à l'aide internationale, après la dévastation de la ville par un séisme en 1963. Le musée expose des artistes macédoniens et étrangers et organise des expositions temporaires, des lectures publiques, des rencontres avec des artistes, etc.
Le musée se trouve dans un parc à proximité de la forteresse de Skopje, il est installé dans un bâtiment moderniste qui couvre 5 000 m2. Il conserve notamment des œuvres de Fernand Léger, André Masson, Pablo Picasso, Victor Vasarely, Alexander Calder, Pierre Soulages, ou encore Christo.

## Histoire
Le tremblement qui détruit Skopje le 26 juillet 1963 est largement médiatisé et mobilise rapidement des artistes comme Alberto Moravia et Jean-Paul Sartre ainsi que la communauté internationale. L'Association internationale des arts plastiques, lors d'un congrès à New York la même année, demande ainsi aux artistes du monde entier de donner des œuvres afin de reconstituer les collections macédoniennes et de participer à la reconstruction de la ville.
Le musée est établi le 11 février 1964 et le bâtiment actuel est inauguré en 1970. Il a été offert par le gouvernement polonais et dessiné par des architectes polonais.

## Collections
Le musée est divisé en deux sections, l'une présente l'art contemporain mondial, l'autre l'art contemporain macédonien. La collection mondiale est surtout centrée sur la période allant de 1950 à 1980 et reflète la politique non-alignée de la Yougoslavie car les artistes issus du bloc de l'Est, comme František Muzika, Ferdinand Kulmer, Henryk Stazewski et Zoltán Kemény, y sont aussi bien représentés que les artistes occidentaux, parmi lesquels on trouve Hans Hartung, Alberto Burri, Georg Baselitz, George Ball, Robert Adams, Philippe Morisson, Édouard Pignon, Marcel Pouget, Roger-Edgar Gillet, Mario Prassinos, Jean Deyrolle, Jean Messagier, Léon Zack, François Jousselin, Jacques Vimard, Claude Weisbuch, Gustave Singier, Zao Wou-Ki ou encore Emilio Vedova.
Parmi les artistes macédoniens exposés se trouvent Nikola Martinoski, Dimo Todorovski, Dimitar Kondovski et Petar Mazev.